# Scorodite
La scorodite è un minerale.